# Þorsteinn Þórólfsson
Þorsteinn þorskabítur Þórólfsson (Thorstein Thorolfsson, n. 885) fue un caudillo vikingo y goði de Hofstaðir, Helgafell, Snæfellsnes en Islandia. Heredero de Þórólfur Mostrarskegg al frente del clan familiar de los Þórnesingar, protagonizó un sangriento enfrentamiento durante el Althing de la Mancomunidad Islandesa contra sus rivales del clan Kjalleklingar, pues reivindicaba el legado de su padre y monopolizar el asentamiento de Thorness como centro espiritual de la isla. Es un personaje histórico que aparece mencionado en la saga de Njál, saga Eyrbyggja, y Saga de Laxdœla. Se casó con Þóra Ólafsdóttir (n. 885) de Dalasýsla, una hija de Olaf Feilan, y de esa relación tuvo dos hijos Þorgrímur Þorsteinsson y Björk Þorsteinsson. Según las sagas murió durante una jornada de pesca, ahogado en el mar cerca de Höskuldsey.